# Karl Becker (General)

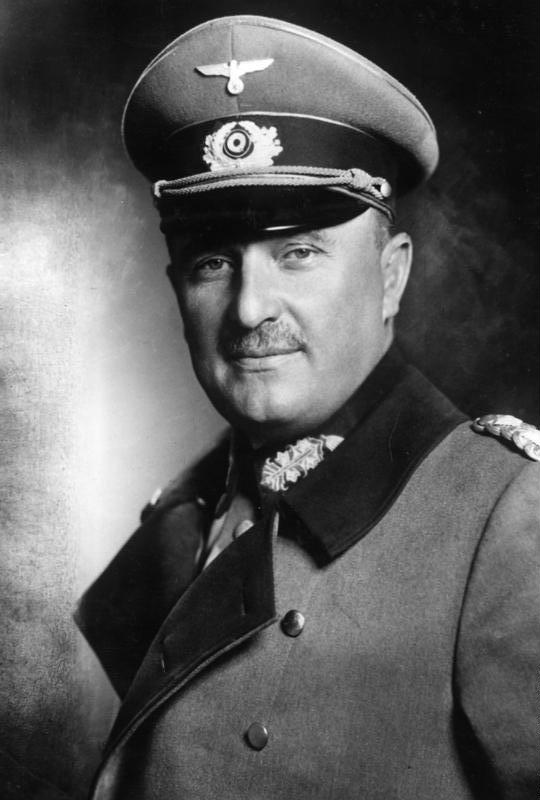
Karl Becker (1937)

Karl Becker (Speyer, 14 de setembro de 1879 – Berlim, 8 de abril de 1940) foi um oficial alemão, General-da-Artilharia na Segunda Guerra Mundial, especialista em balística e cientista político.

## Vida
Becker se formou no Humanistisches Gymnasium de sua cidade natal e entrou em seguida, em 16 de julho de 1898, como Fahnenjunker no Königlich Bayerisches 2. Fußartillerie-Regiment do Exército da Baviera. Em 8 de fevereiro de 1899 nomeado Fähnrich, e foi pouco depois de 1 de março de 1899 a 20 de janeiro de 1900 para a Kriegsschule de Munique. Como Leutnant (desde 7 de março de 1900) foi de 1 de outubro de 1901 a 3 de abril de 1903 comandado para a Königlich Bayerische Artillerie- und Ingenieur-Schule.
Depois de retornar à sua unidade base foi a partir de 1 de setembro de 1905 Adjutant do 2º Batalhão. Em 26 de julho de 1905 casou com Katherina Hoppe em Munique, com quem teve depois dois filhos. Foi então comandado de 1 de outubro de 1906 a 15 de julho de 1909 para a Militärtechnische Akademie, onde foi nomeado em 1 de outubro de 1909 professor auxiliar. Foi promovido a Oberleutnant em 7 de março de 1910, patente com a qual foi a partir de 1911 assistente da Artillerieprüfungskommission do Exército Prussiano. Em 13 de novembro de 1913 foi transferido para o exército prussiano e em 27 de janeiro de 1914 foi promovido a capitão.
Com a eclosão da Primeira Guerra Mundial comandou como comandante de companhia a Kurze Marine-Kanonen-Batterie 2. Em 1 de fevereiro de 1933 foi major-general, em 1 de outubro de 1934 tenente-general e finalmente em 1 de outubro de 1936 general da artilharia. Em 1 de março de assumiu como sucessor de Kurt Liese a direção do Heereswaffenamt.
Becker promoveu desde 1929 a pesquisa de foguetes alemães como chefe do Heereswaffenamt. Como resultado do programa de mísseis alemão de 1931 amplamente apoiado por resultou em 1932 o protótipo do foguete a combustível líquido Mirak 3. Becker pertenceu em 1936 ao grupo de fundadores do Centro de Pesquisas do Exército de Peenemünde. Em 1937 Becker foi nomeado senador honorário da Universidade Técnica de Berlim.
Em 8 de abril de 1940 Becker suicidou-se, depois de ter sido acusado de responsável por gargalos no fornecimento de munição. Em 12 de abril foi sepultado em um funeral de estado na praça em frente da Universidade Técnica de Berlim.

## Carreira acadêmica
De 1906 a 1909 estudou na Militärtechnische-Akademie em Charlottenburg, Berlim. Após a formatura foi assistente de Carl Cranz durante dois anos. De 1919 a 1922 estudou química na Universidade Técnica de Berlim e em 1922 recebeu um doutorado em engenharia. Em 1932 foi nomeado professor honorário para o campo da ciência militar na Universidade Friedrich-Wilhelm. Após a "Machtergreifung" dos Nacional-Socialistas Becker foi em 3 de março de 1933 professor de tecnologia militar geral da Universidade Técnica de Berlim e também foi nomeado decano de Tecnologia Geral da Universidade Técnica de Berlim, onde também assumiu a recém criada cátedra de física técnica. Em 1933 foi nomeado senador da Sociedade Kaiser Wilhelm e em 1937 o primeiro presidente do Reichsforschungsrat.
Foi desde 1935 membro ordinário da Academia de Ciências da Prússia.

## Condecorações
- 1914: Cruz de Ferro II. e I. Classe[5]
- Ordem ao Mérito Militar da Baviera IV. Classe com Espadas[5]
- 1937: Medalha Grashof da Verein Deutscher Ingenieure
- 1939: Goethe-Medaille für Kunst und Wissenschaft[2]